# 12 Pułk Artylerii Polowej (Cesarstwo Niemieckie)

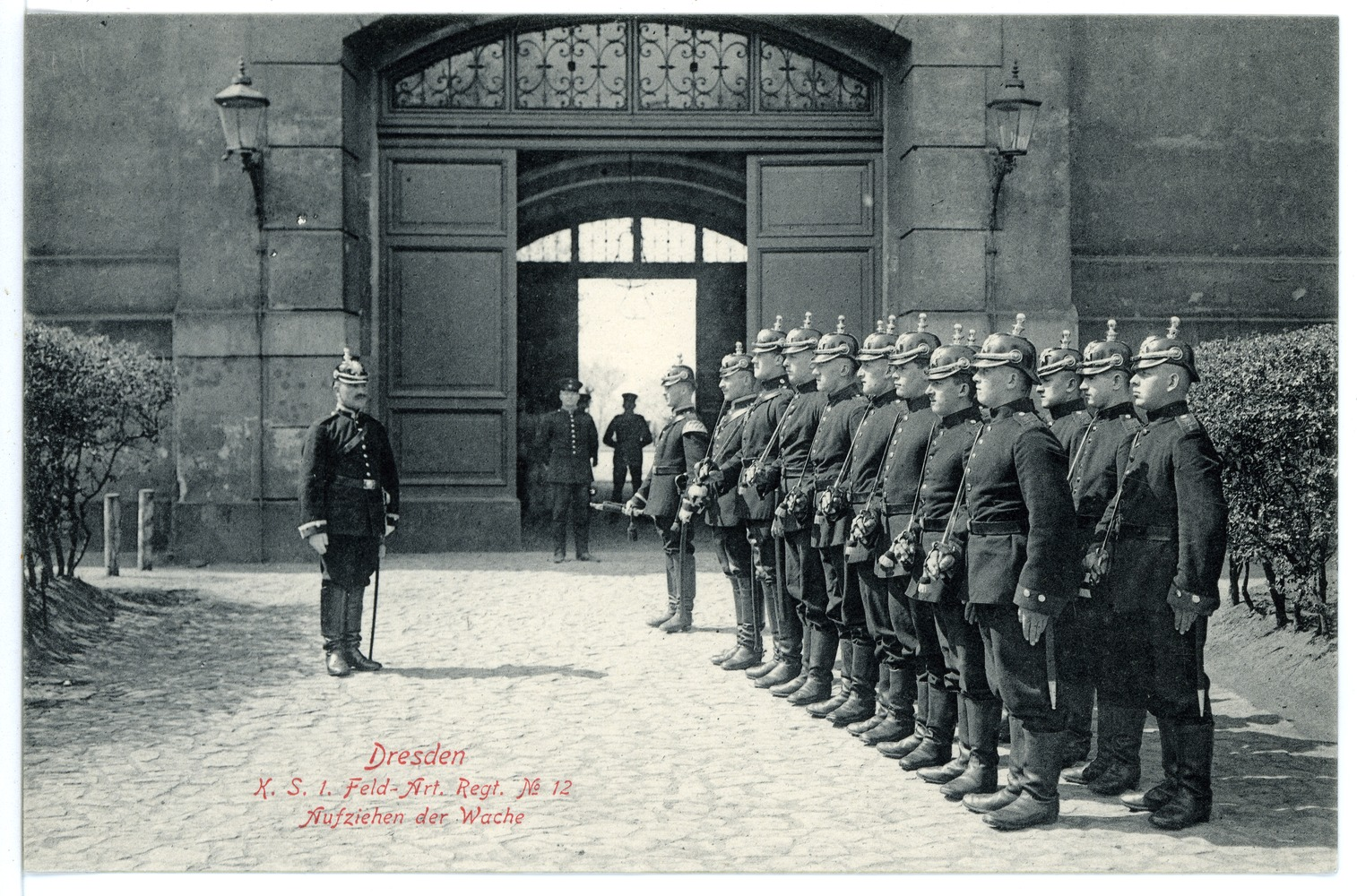
Żołnierze pułku

12 pułk artylerii polowej (1 Saksoński) (niem. 1. Königlich Sächsisches Feldartillerie-Regiment Nr. 12) – oddział artylerii niemieckiej okresu Cesarstwa Niemieckiego.

## Historia
Pułk został sformowany 26 czerwca 1620. Stacjonował w Dreźnie i Königsbrück. Wchodził w skład XII Korpusu Armijnego .
W 1914 był w strukturach 23 Brygady Artylerii z 23 Dywizji Piechoty.
W momencie rozpoczęcia I wojny światowej, w sierpniu 1914 pułk  według etatu liczył 1368 żołnierzy, dzielił się na dwa bataliony po trzy baterie i dysponował 36 działami.

Od marca 1915 wszystkie nowe dywizje formowane były według „wzoru 1915”, a od czerwca 1917 przekształcono według niego wszystkie pozostałe. Od kwietnia 1915 pułk artylerii polowej liczył etatowo 24 działa rozmieszczone w dwóch batalionach. 

Po kolejnych restrukturyzacjach w 1917, pułk artylerii polowej składał się z dwóch batalionów polowych po 12 dział oraz batalionu haubic wyposażonego w 12 haubic.